# Kanton Huelgoat
Der Kanton Huelgoat war bis 2015 ein französischer Wahlkreis im Arrondissement Châteaulin, im Département Finistère und in der Region Bretagne; sein Hauptort war Huelgoat.  

## Gemeinden
Der Kanton Huelgoat bestand aus acht Gemeinden:
| Gemeinde         | Bretonisch       | Einwohner (2022) | Fläche (km²) | Code postal | Code Insee |
| ---------------- | ---------------- | ---------------- | ------------ | ----------- | ---------- |
| Berrien          | Berrien          | 920              | 56.42        | 29690       | 29007      |
| Bolazec          | Bolazeg          | 172              | 17.47        | 29640       | 29012      |
| Botmeur          | Boneur           | 227              | 13.62        | 29690       | 29013      |
| Huelgoat         | An Uhelgoad      | 1.420            | 14.87        | 29690       | 29081      |
| La Feuillée      | Ar Fouilhez      | 684              | 31.55        | 29690       | 29054      |
| Locmaria-Berrien | Lokmaria-Berrien | 231              | 17.20        | 29690       | 29129      |
| Plouyé           | Plouie           | 669              | 37.55        | 29690       | 29211      |
| Scrignac         | Skigneg          | 781              | 70.94        | 29640       | 29275      |
| Kanton           | An Uhelgoad      | 5.364            | 259.62       | -           | 2916       |

## Bevölkerungsentwicklung
| 1962  | 1968  | 1975  | 1982  | 1990  | 1999  | 2006  | 2012  |
| ----- | ----- | ----- | ----- | ----- | ----- | ----- | ----- |
| 8.886 | 8.361 | 7.308 | 6.509 | 5.739 | 5.486 | 5.410 | 5.364 |